# Bunratty Castle
Bunratty Castle (Iers: Caisleán Bhun Raithe, dat is "Kasteel aan de monding van de Ratty") is een kasteel uit 1425, in het Ierse dorp Bunratty (County Clare). De architectuur is Romaans (Normandisch).

## Geschiedenis
Waarschijnlijk bouwden de Noormannen in 970 in deze buurt een handelskamp. Rond 1250 werd er waarschijnlijk een houten vesting gebouwd door Robert de Muscegros.
In 1276 gaf Hendrik III het gebied aan Thomas de Clare, Lord of Thomond, die een kasteel bouwde dat bestond uit een grote stenen toren. In 1318 werd dit kasteel vernietigd tijdens een grote veldslag in de Ierse Bruce Wars (Bruce campaign in Ireland). Het kasteel werd door Eduard III van Engeland herbouwd maar kort daarna in 1332 weer verwoest.
In 1353 werd het kasteel nogmaals door de Engelsen herbouwd maar vrijwel direct na de voltooiing door de Ieren veroverd. De exacte plaats is onduidelijk; het kasteel werd op een later tijdstip vernietigd.
In 1425 werd het huidige kasteel door de familie MacNamara (Maccon Sioda MacNamara, hoofd van de Clann Cuilein - de MacNamaras - en zijn zoon Sean Finn) gebouwd. Het kasteel werd in de woelige tijden van oorlog en strijd door verscheidene families bewoond.
De dominee George Studdert, rector van Kilpeacon en Rathkeale, county Limerick, kreeg in de 17e eeuw land toegewezen in de graafschappen Limerick en Kerry. In 1720 verkreeg de familie Studdert het kasteel. Ze woonden daar tot in de 19e eeuw, toen zij hun intrek namen in het modernere Bunratty House dat in 1804 was gebouwd.
Het kasteel werd ook enige tijd als kazerne gebruikt en werd in 1894 weer door de familie Studdert betrokken. Enige jaren later stortte echter het dak van de grote zaal in.
In 1956 werd het vervallen kasteel gekocht door de burggraaf Gort (Standish Robert Gage Prendergast Vereker, 7th Viscount Gort) en met hulp van het Bureau van Openbare Werken gerestaureerd. In 1960 werd het voor het publiek opengesteld met een collectie 15e- en 16e-eeuwse meubels, wandtapijten en kunstwerken.

## Afbeeldingen exterieur

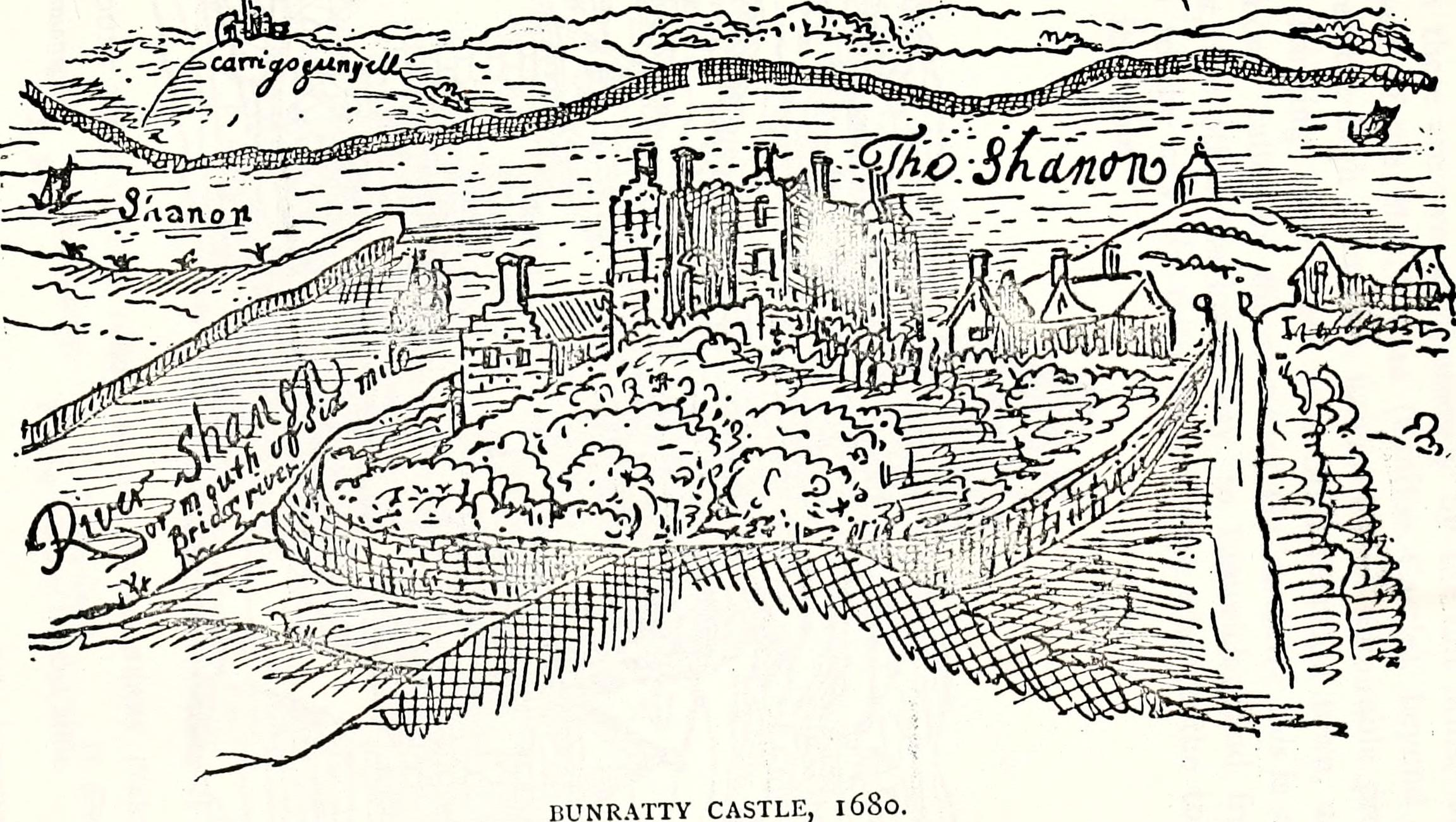
1680
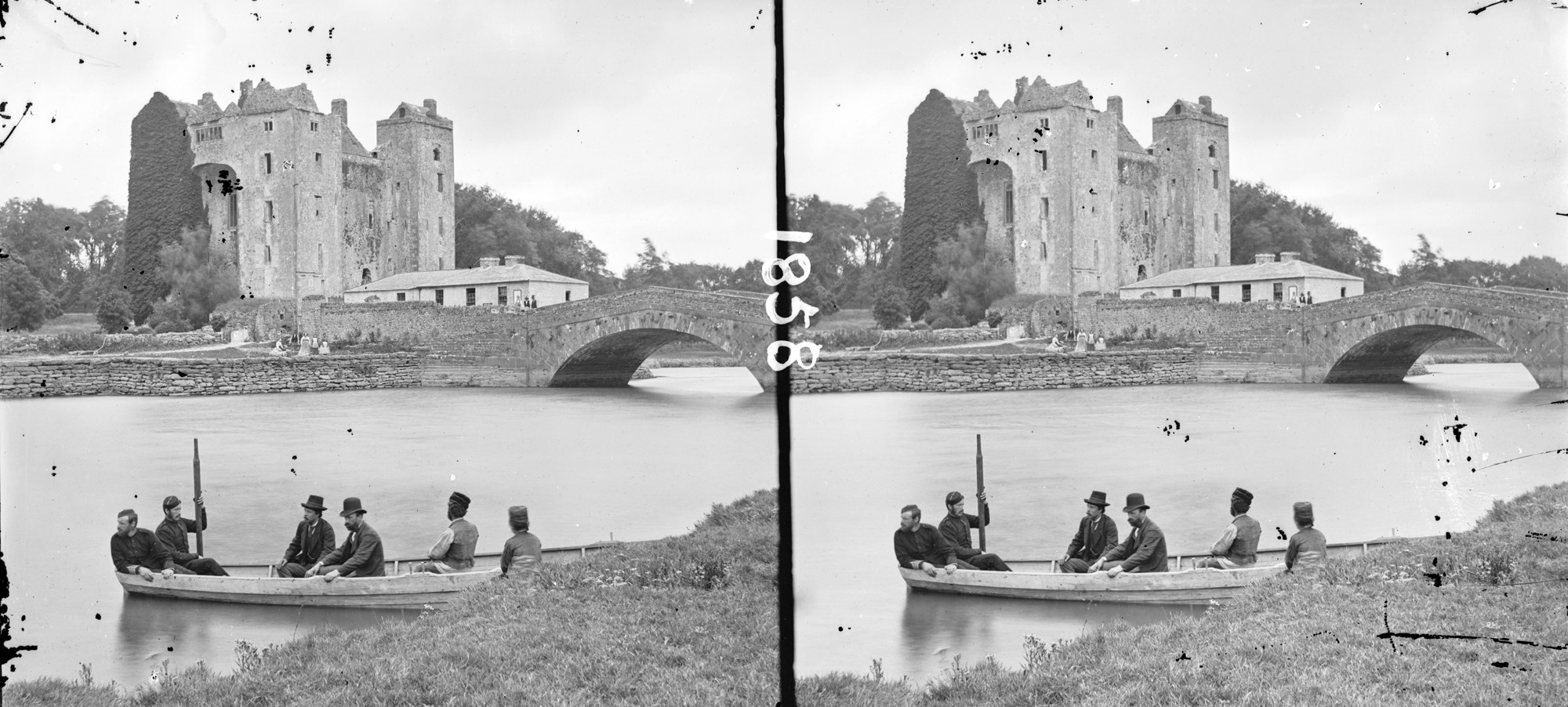
~1880
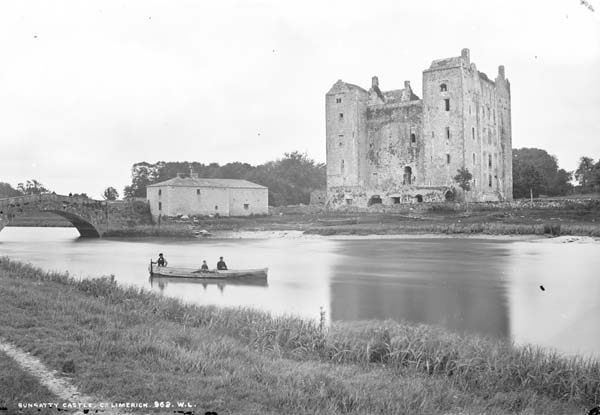
1914
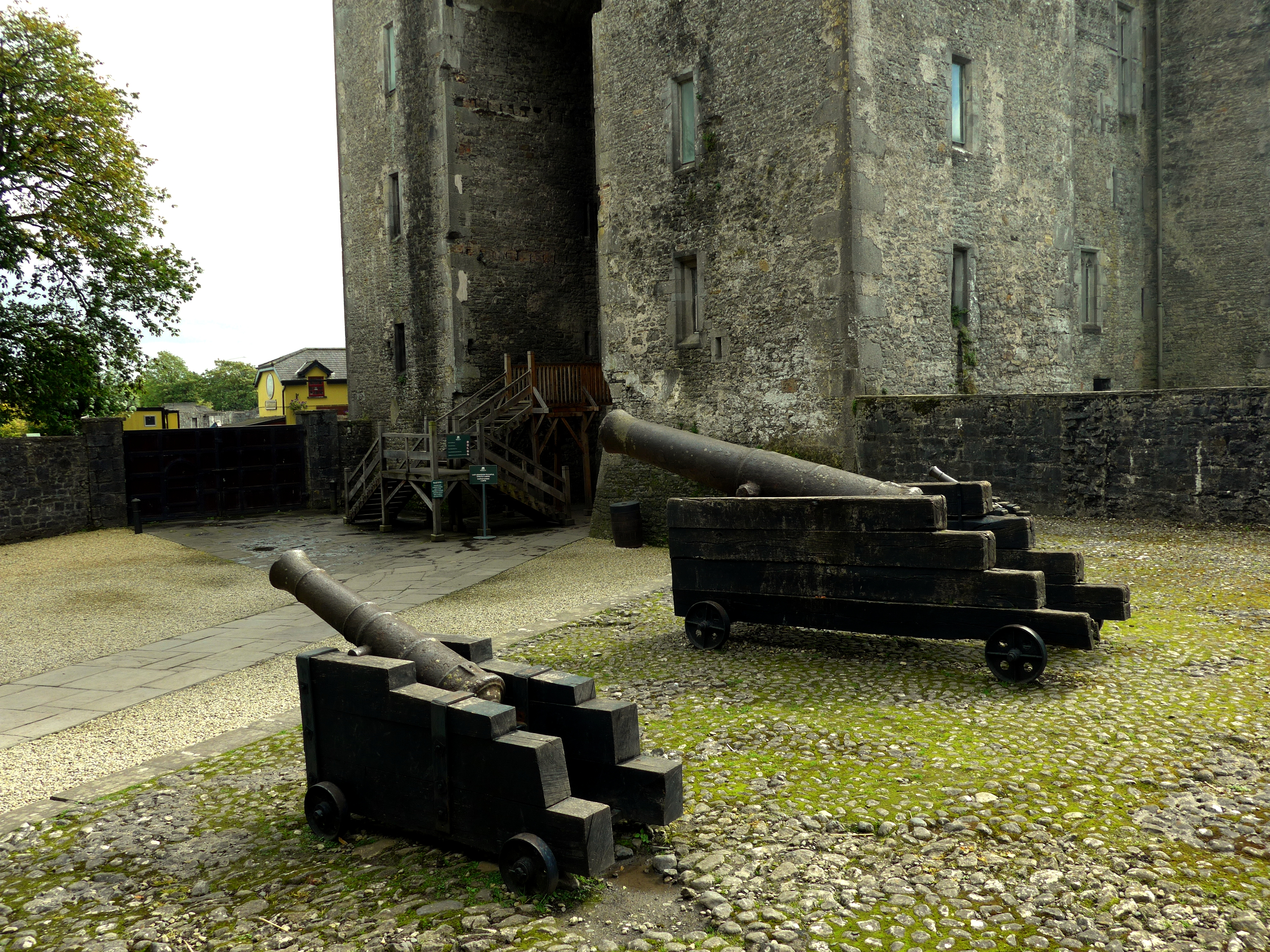
Noordgevel met hoofdingang
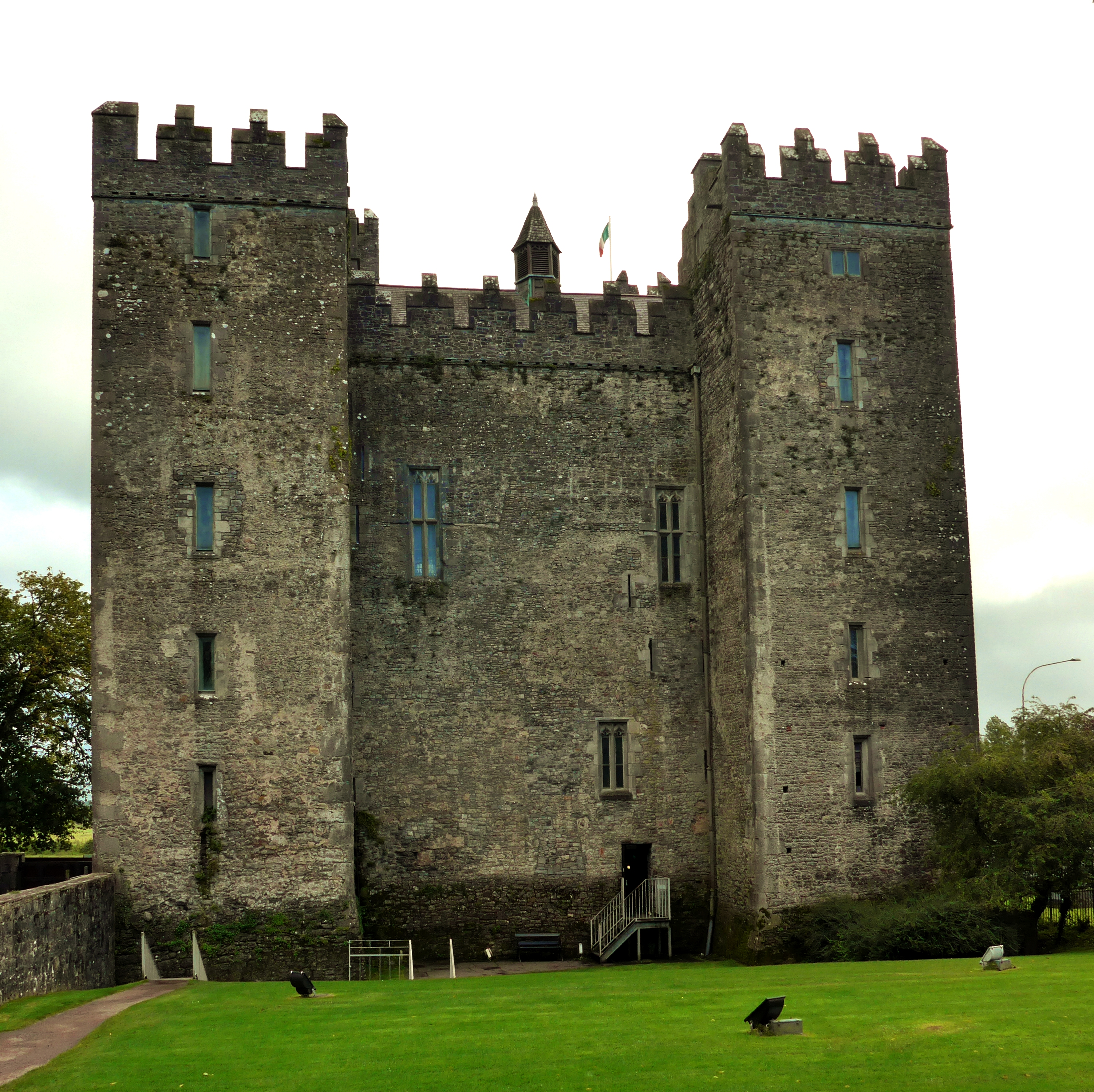
Oostgevel
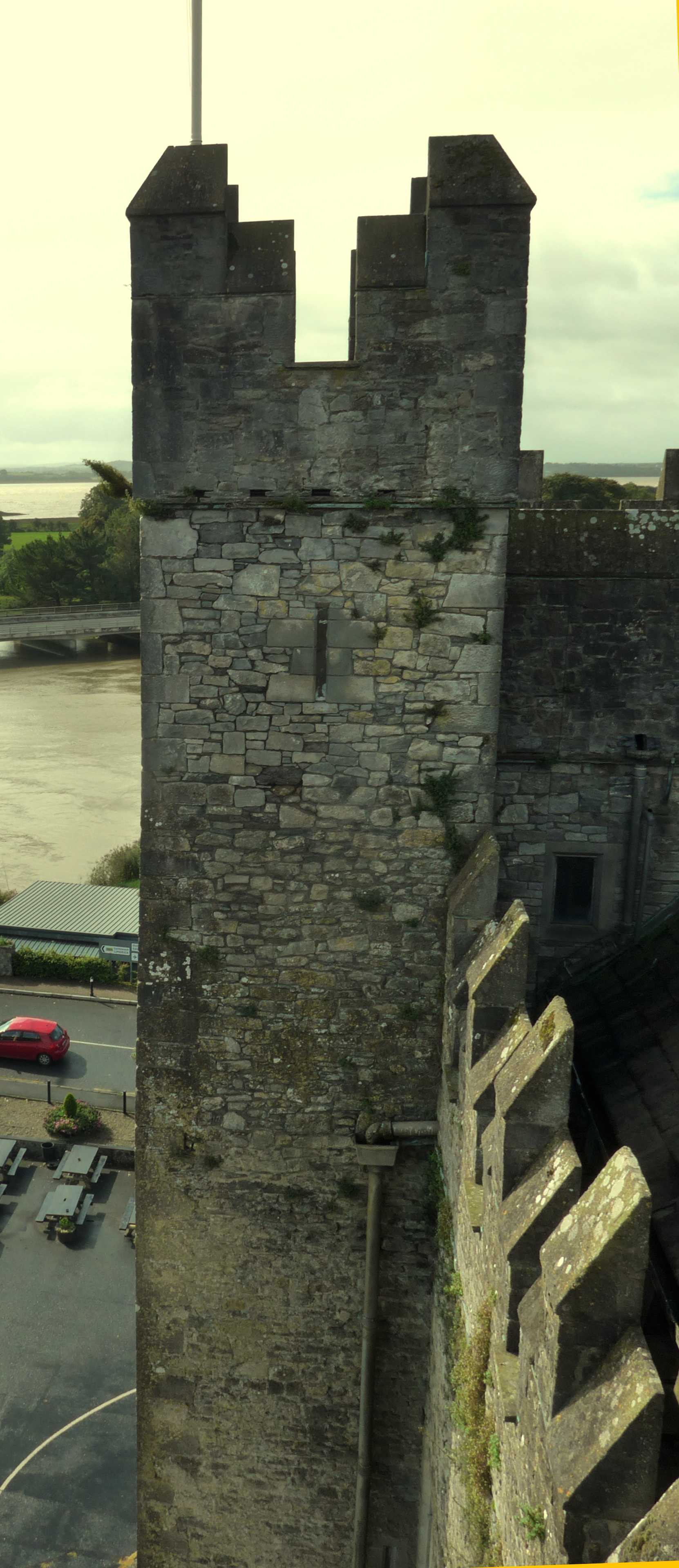
Noordwestelijke toren
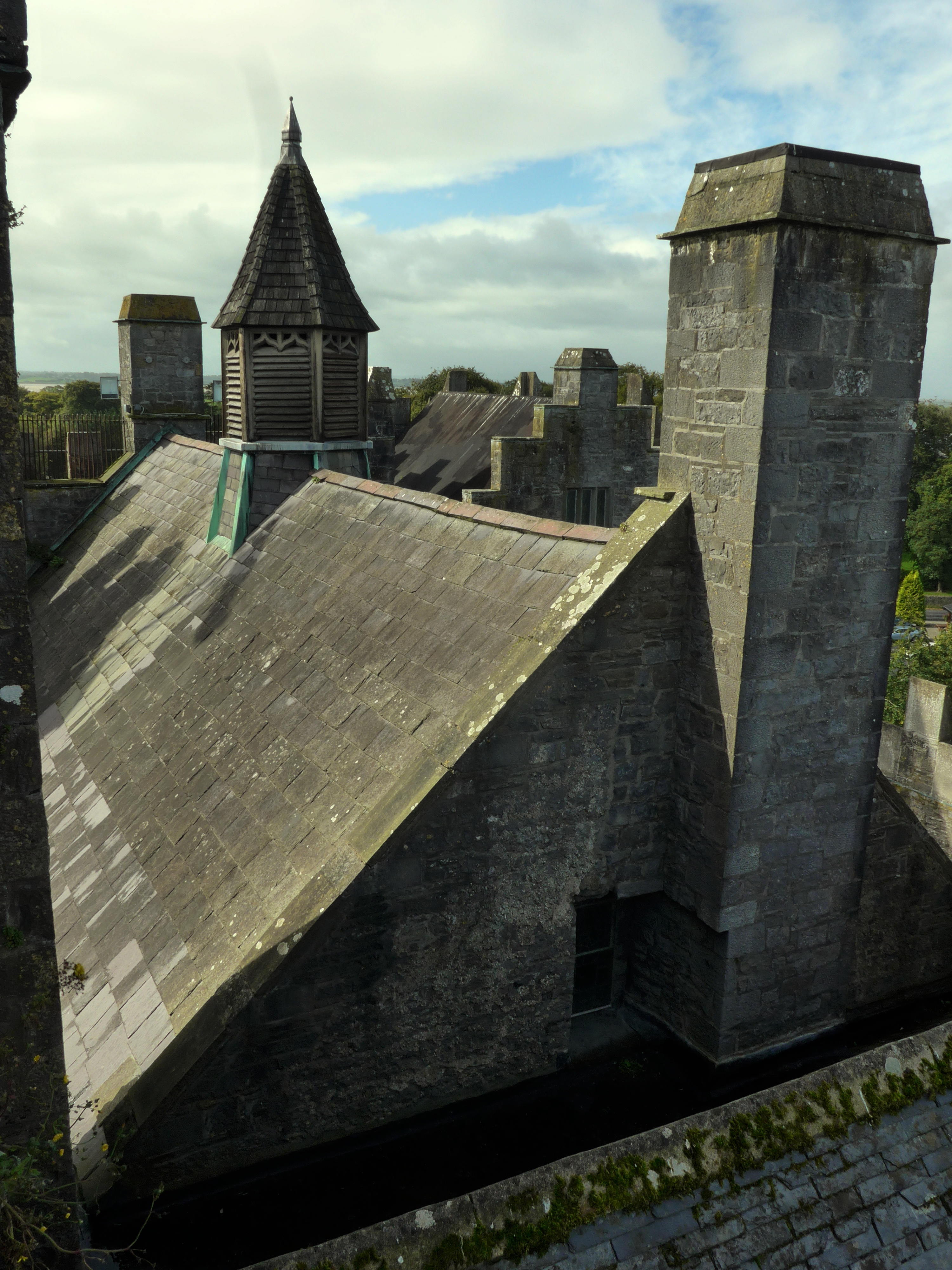
Dak grote zaal
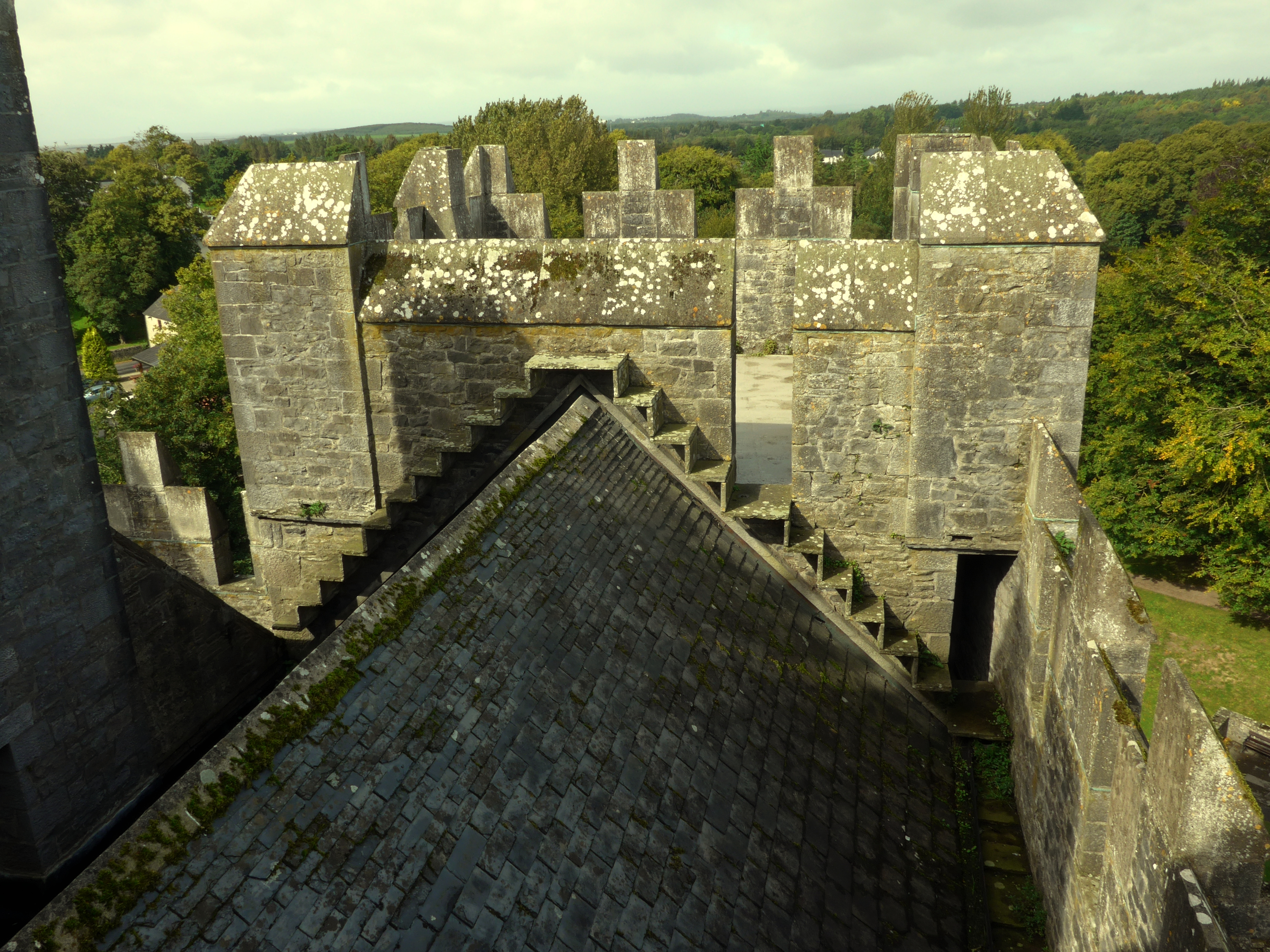
Dak
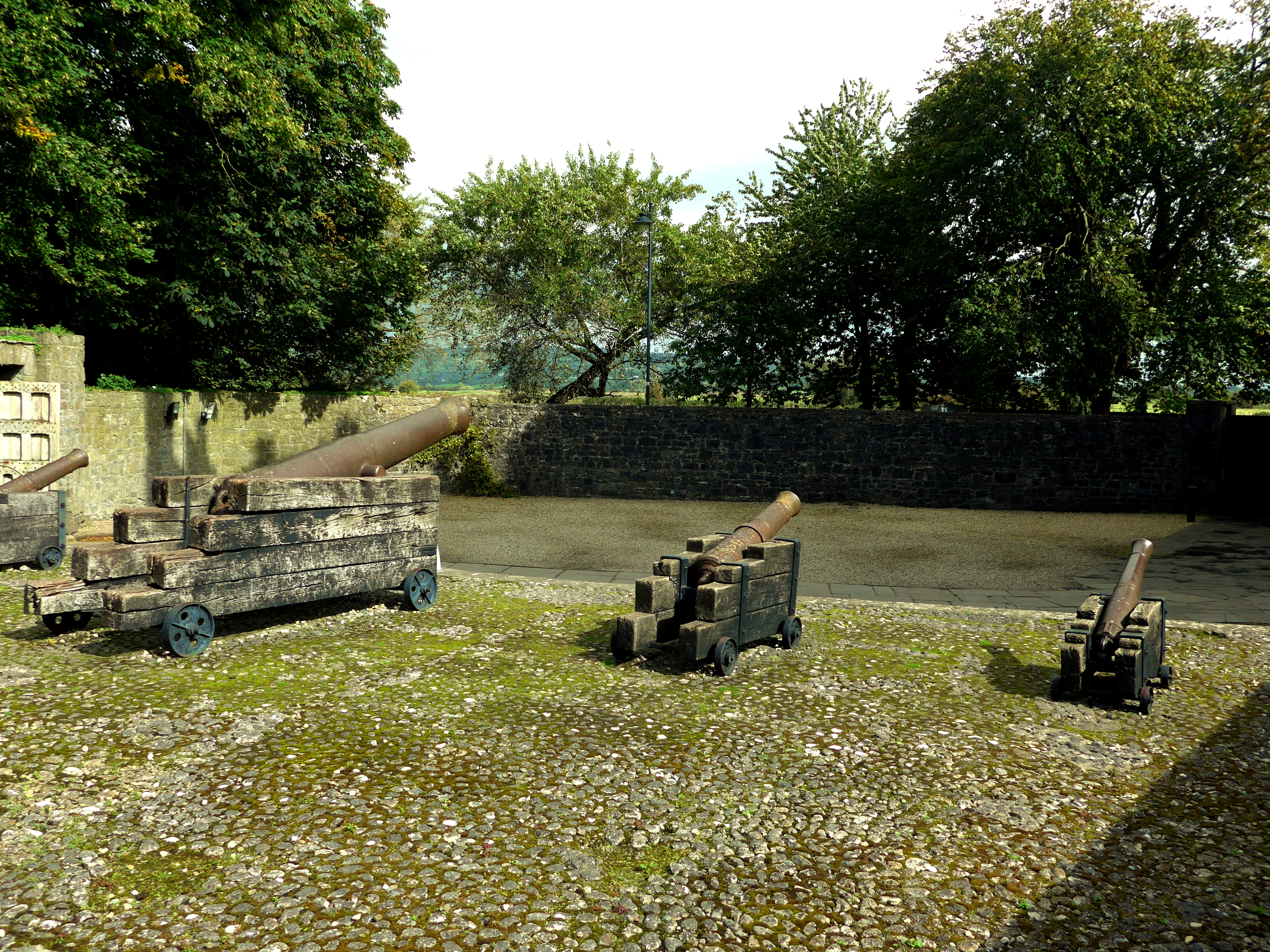
Plein met kanonnen

## Het huidige kasteel
Het huidige kasteel is de vrijstaande vierkante torenwoning uit 1425 en bestaat uit drie verdiepingen, vier hoektorens met kantelen. De twee noordelijke torens zijn onderling verbonden door een boog en vormen de hoofdingang. Tussen de andere torens zijn zijmuren, de daken zijn met leien gedekt.
Het bouwmateriaal is ruwe steen met op de hoeken gehouwen steen beide uit de directe omgeving, de kozijnen met kalf zijn gehouwen uit kalksteen en voorzien van glas-in-loodramen.
In de kapel is nog pleisterwerk uit de 16e eeuw. De restauratie in 1955 is uitgevoerd onder toezicht van architect Percy le Clerc.
Het kasteel bestaat uit vier vierkante torens met een overdekte binnenplaats De Grote Zaal met op de hogere verdiepingen aan de zijkanten meerdere vertrekken.
Het kasteel vormt samen met een openluchtmuseum (Bunratty Folk Park) een toeristische attractie, het gehele terrein is ruim 14 hectare groot.
Zowel het kasteel als Bunratty House is open voor het publiek. Er worden onder andere middeleeuwse banketten aangeboden.
Bij het kasteel ligt ook de Bunratty Rose Cottage, het geheel wordt beheerd door Shannon Development.

## Afbeeldingen interieur

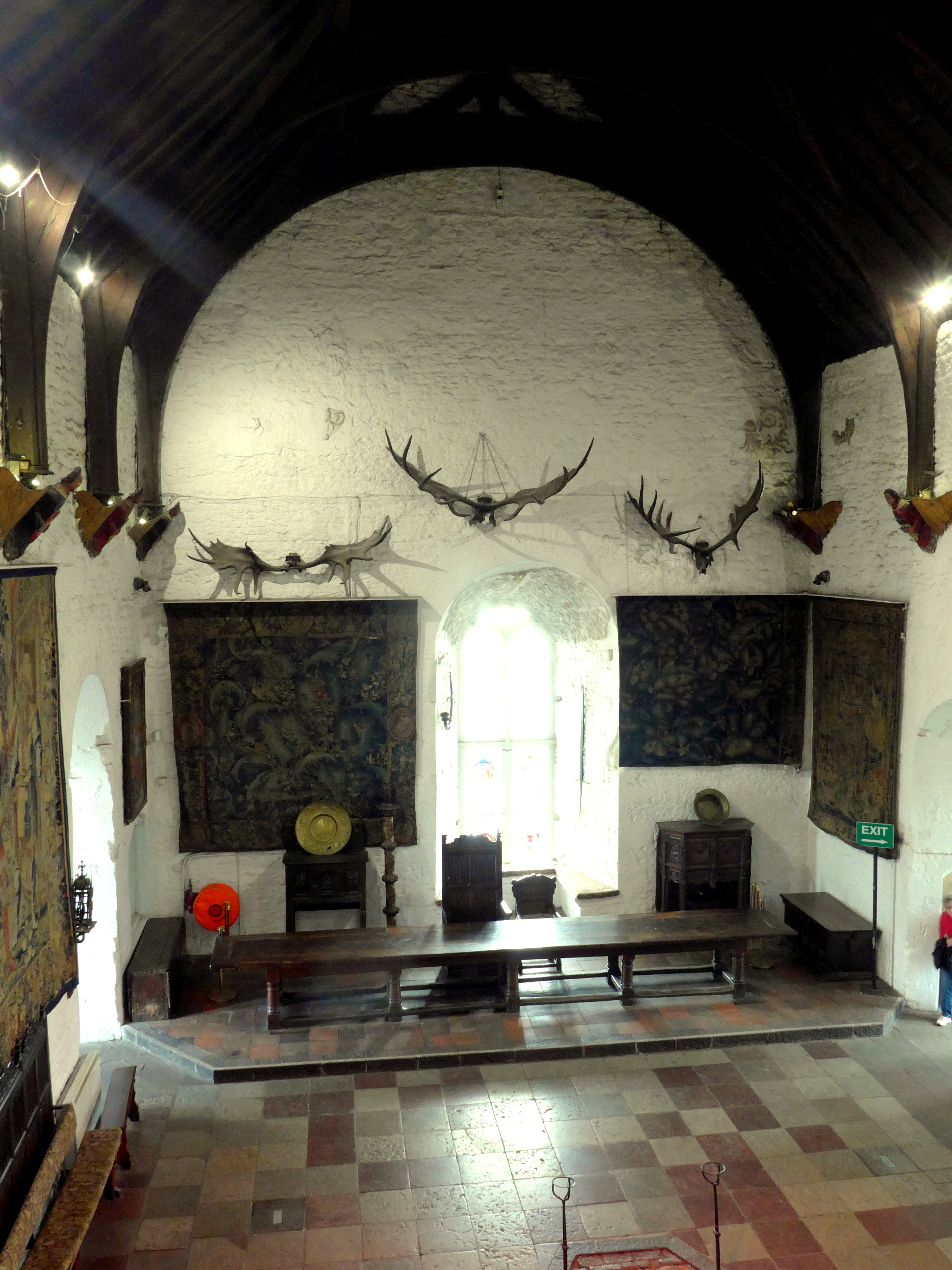
Grote zaal
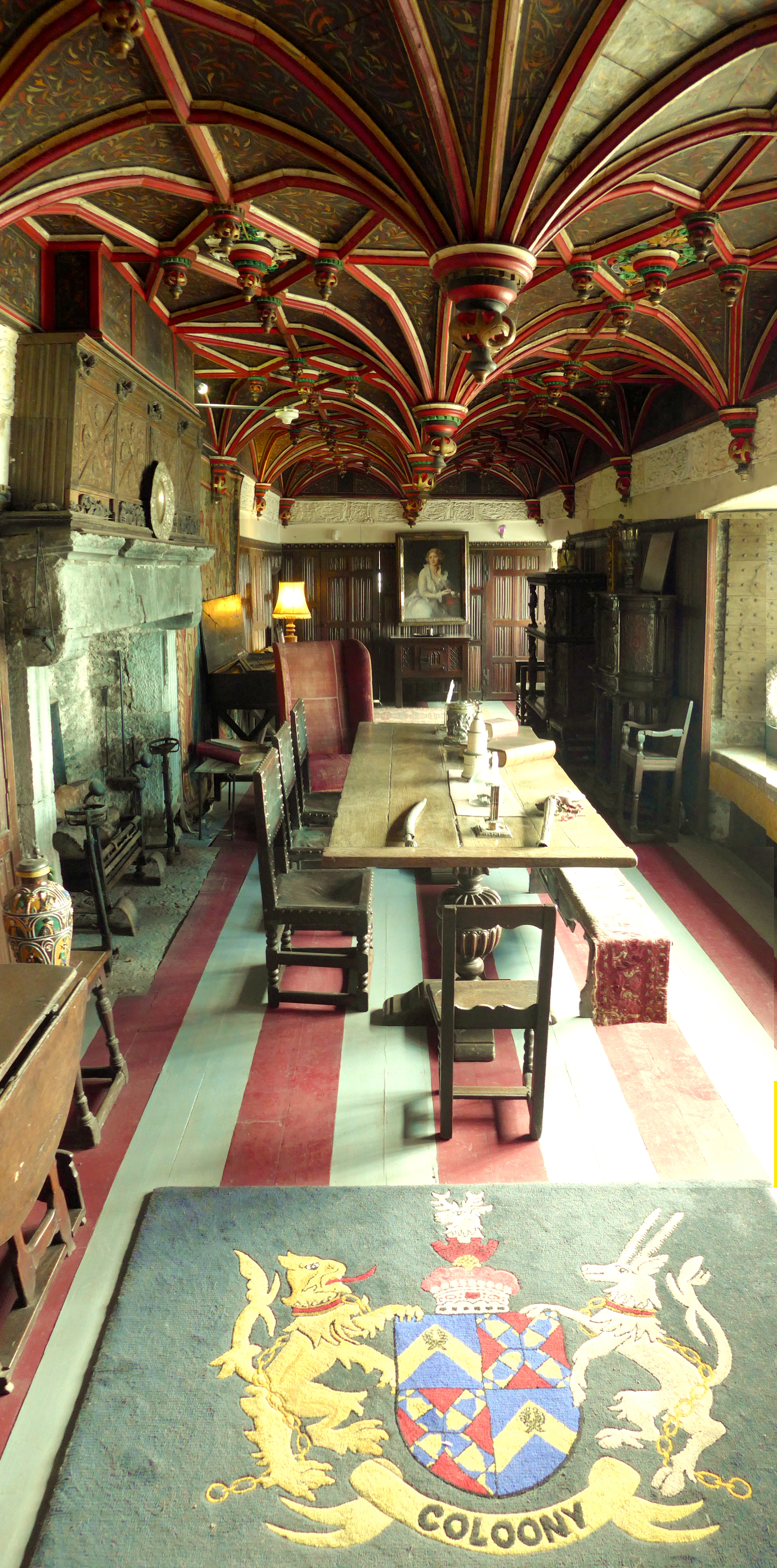
Zuidelijke familiezaal eerste verdieping
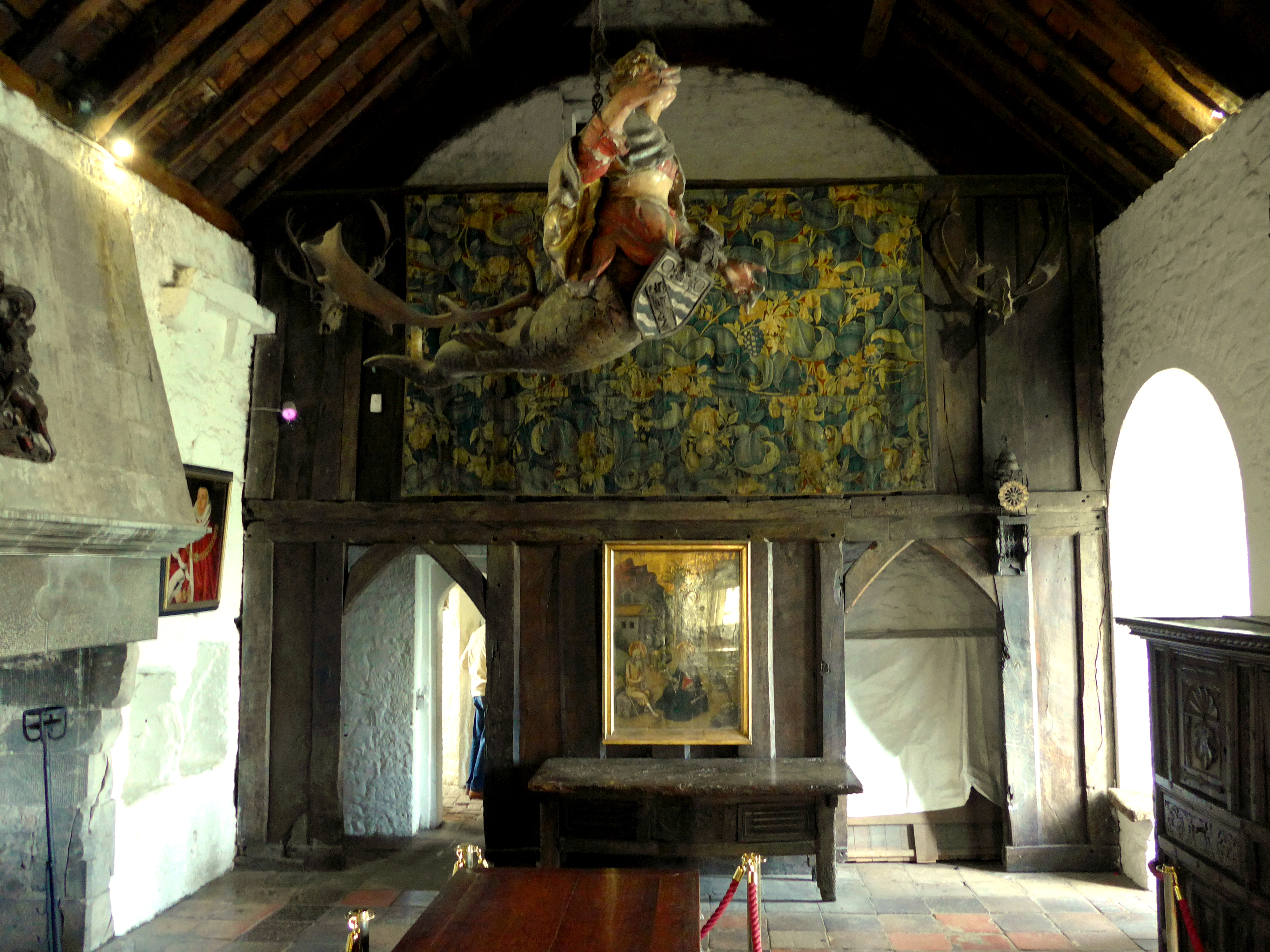
Ridderzaal
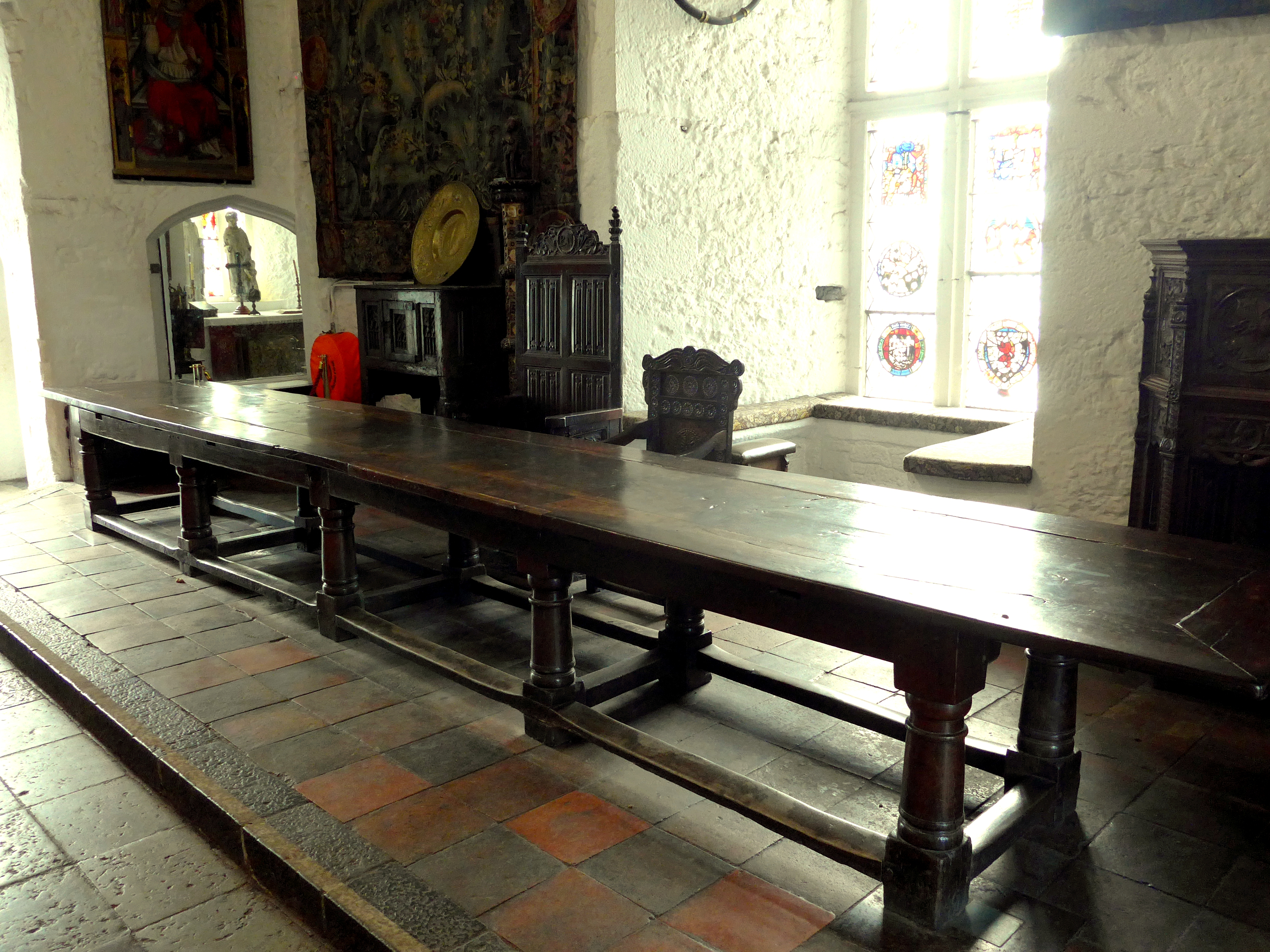
Court table
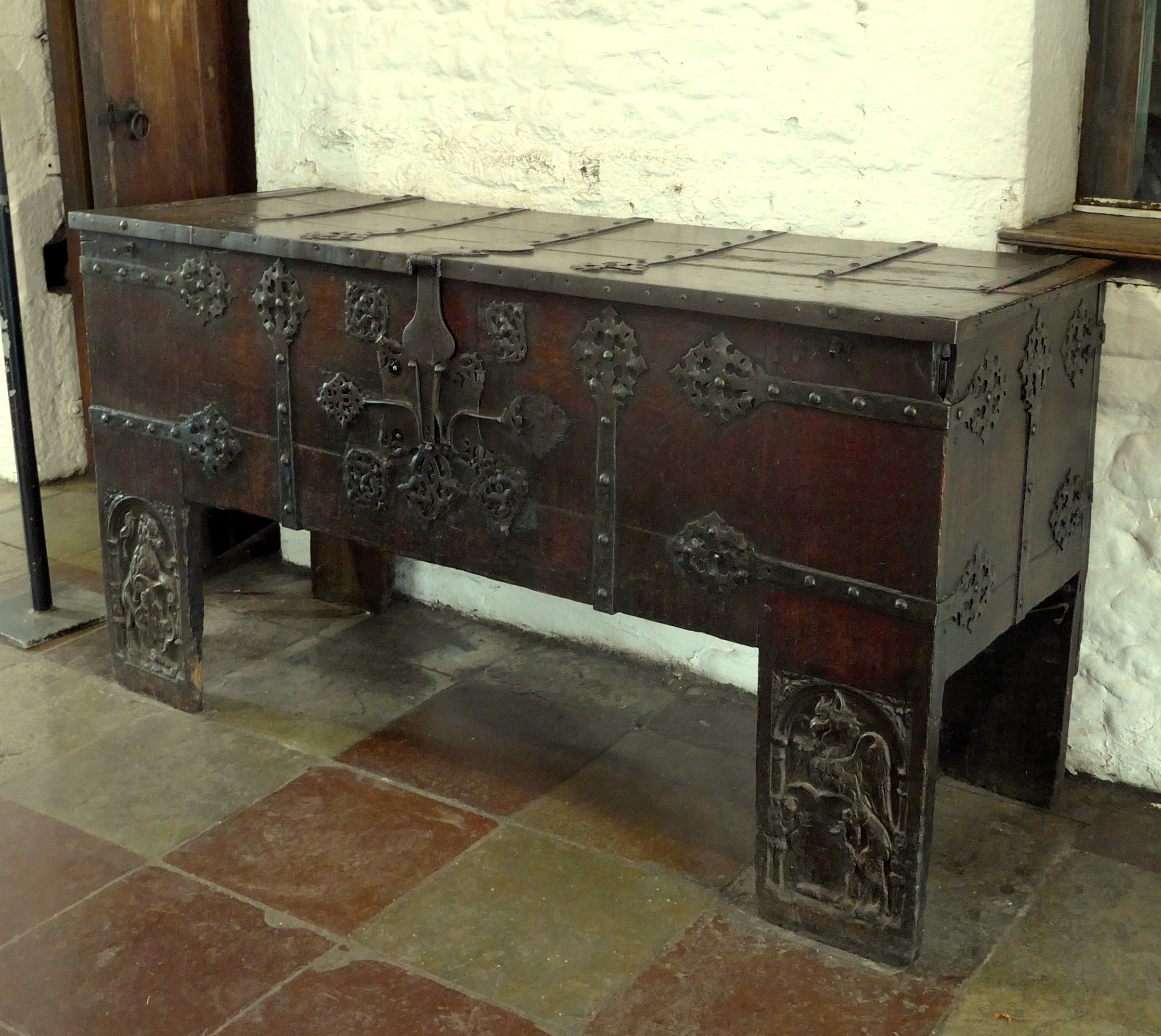
Geldkist
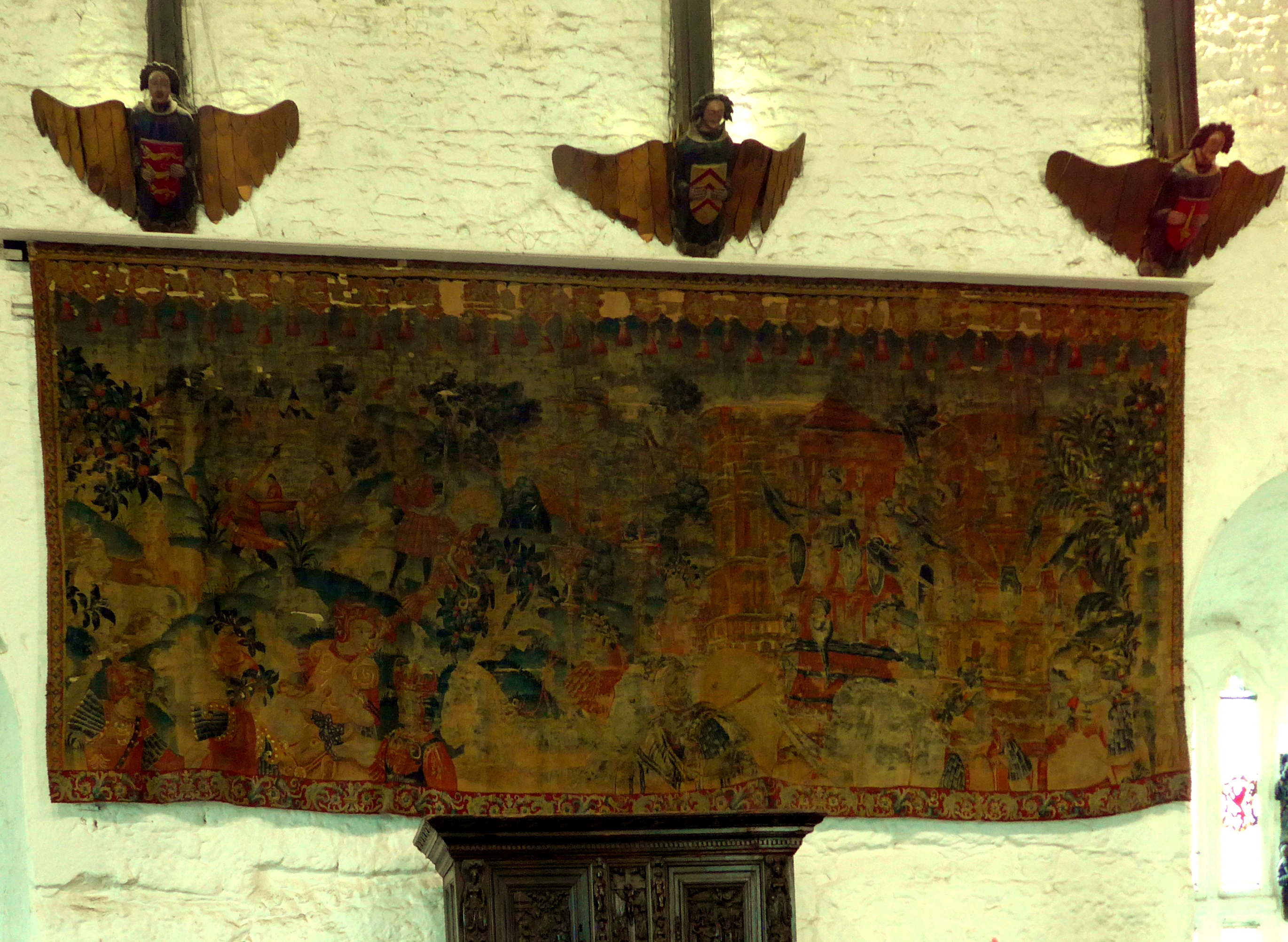
Gobelin
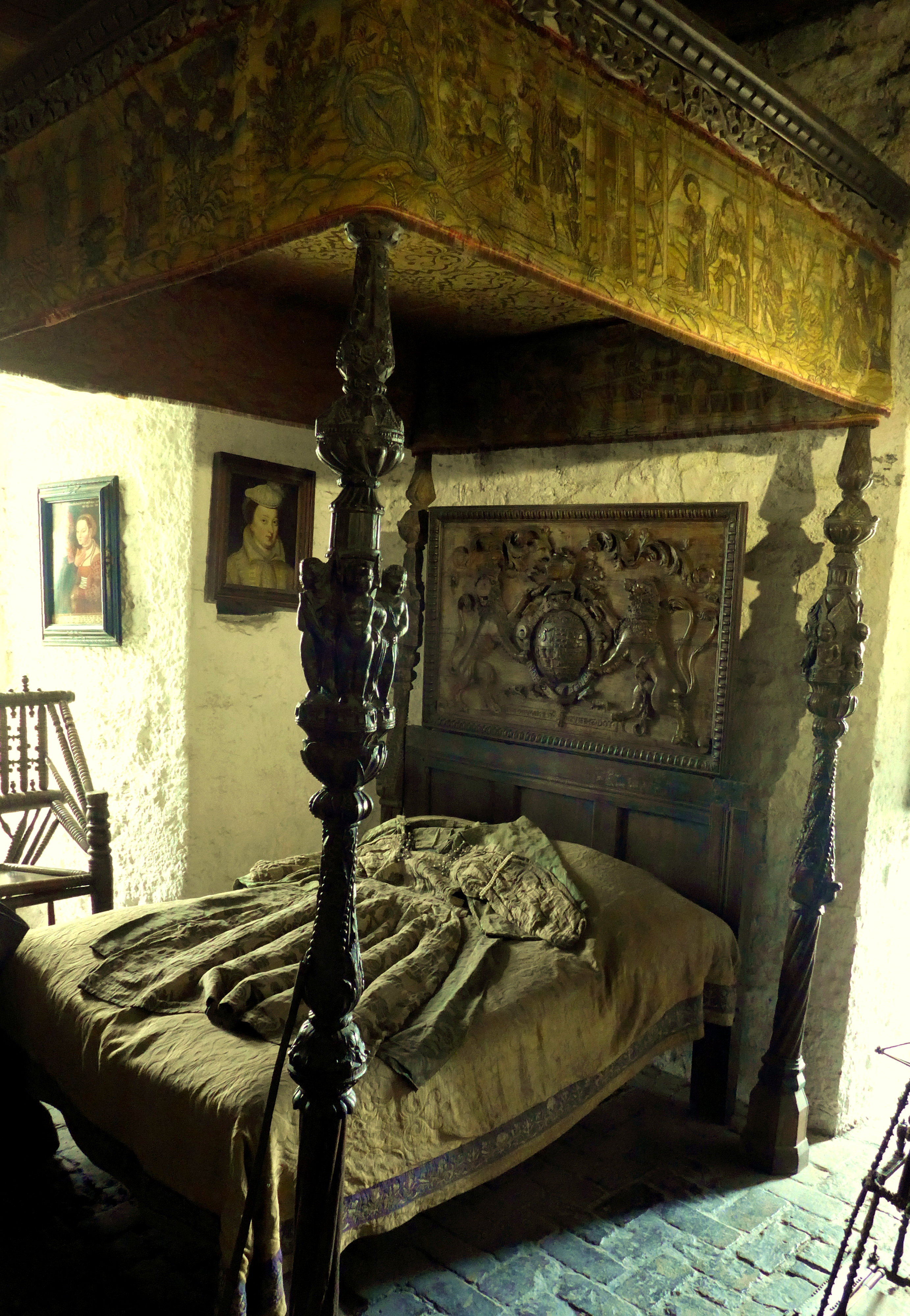
Hemelbed met middeleeuwse kleding
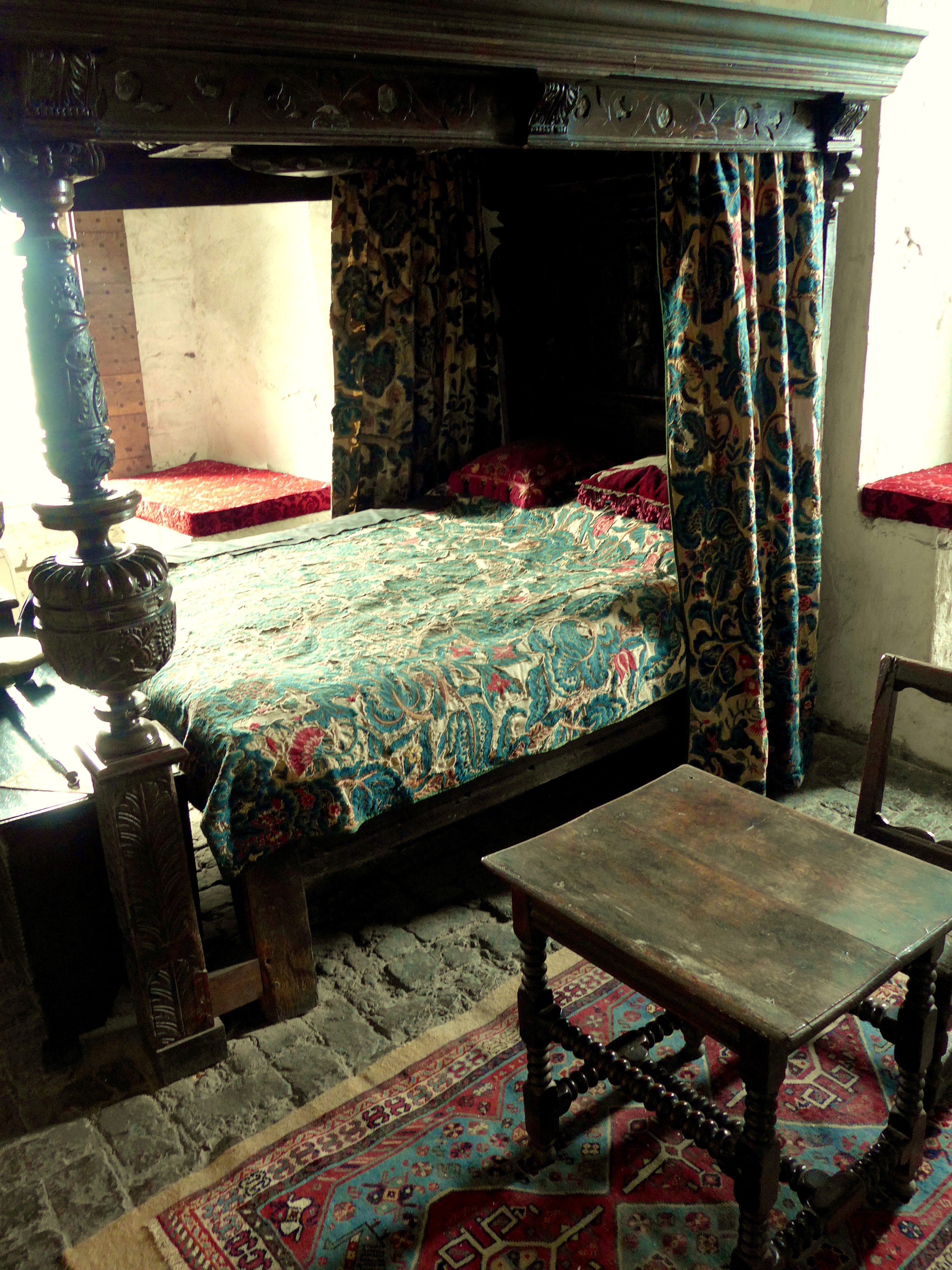
Hemelbed
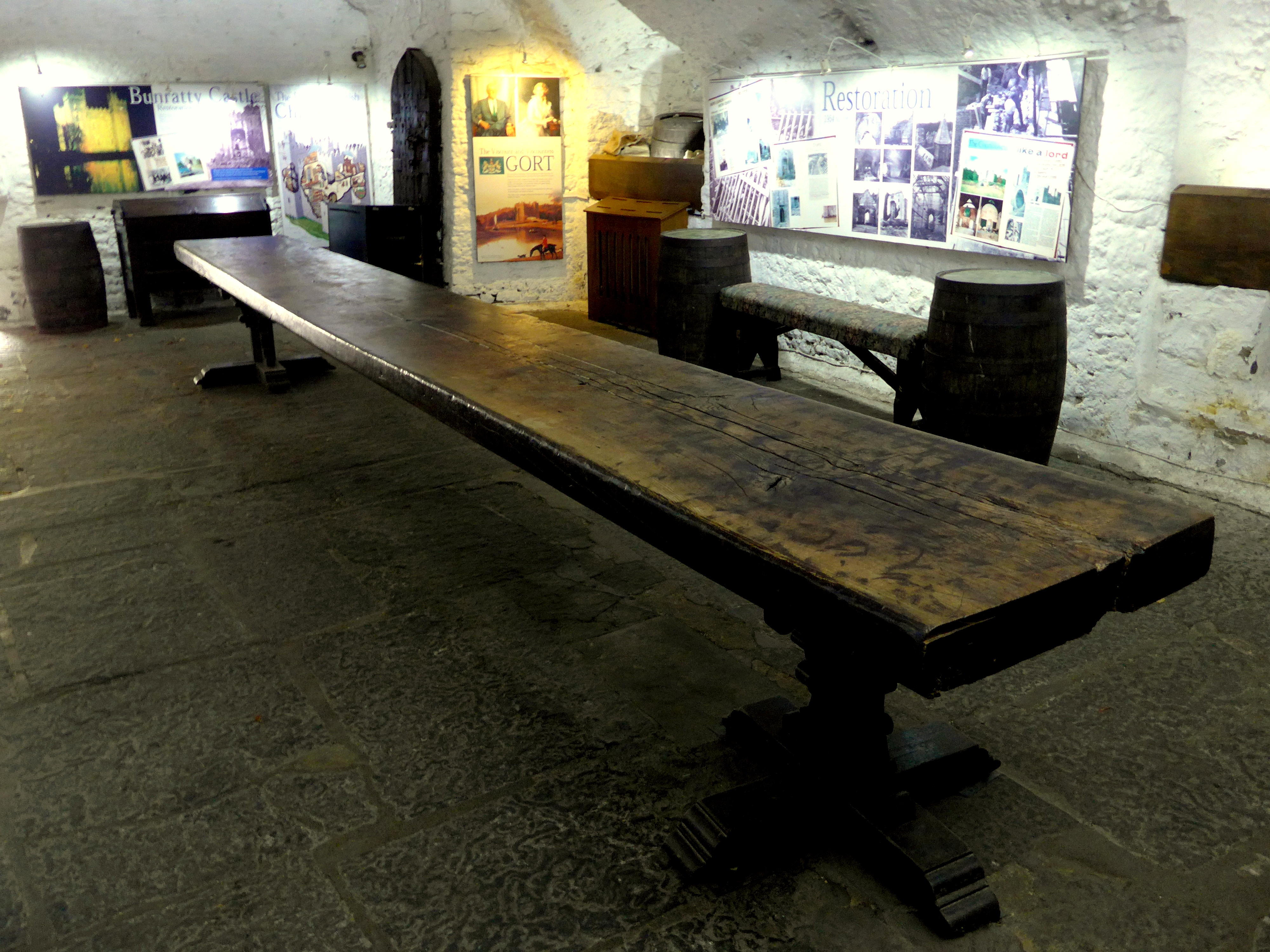
Kasteeltafel
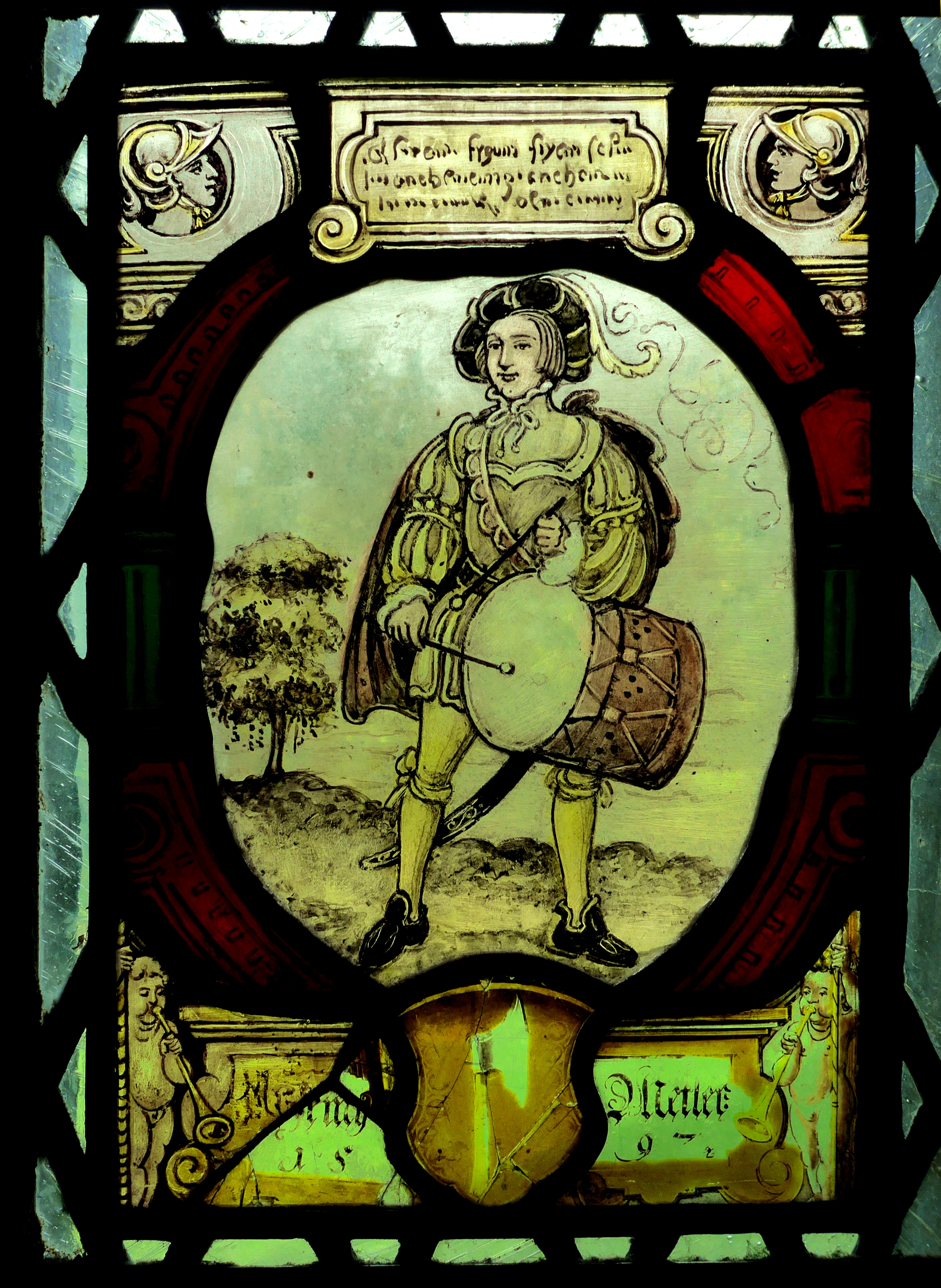
Gebrandschilderd raam tamboer 1897
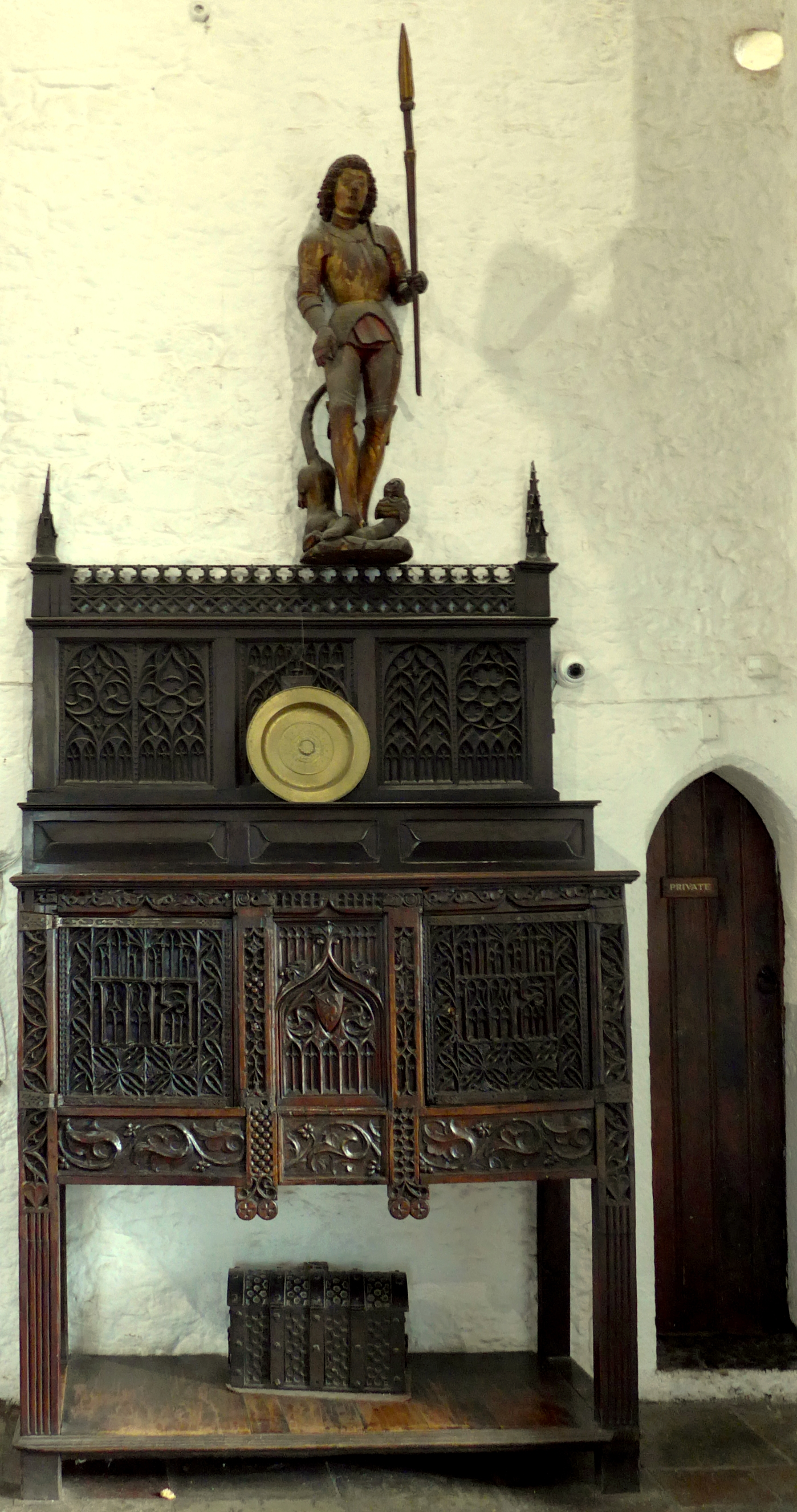
Meubel met beeld
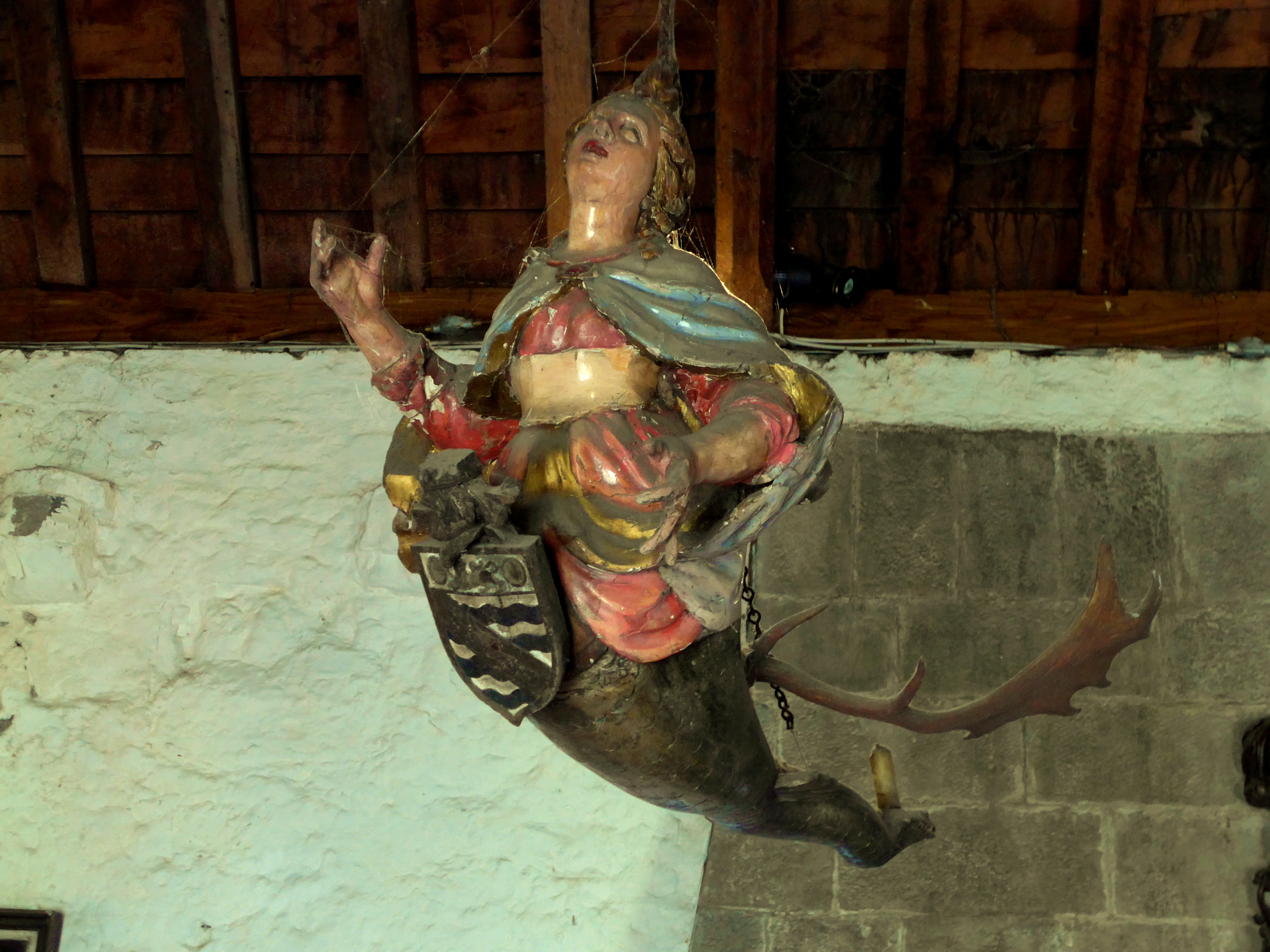
Boegbeeld waarschijnlijk van Spaans Galjoen
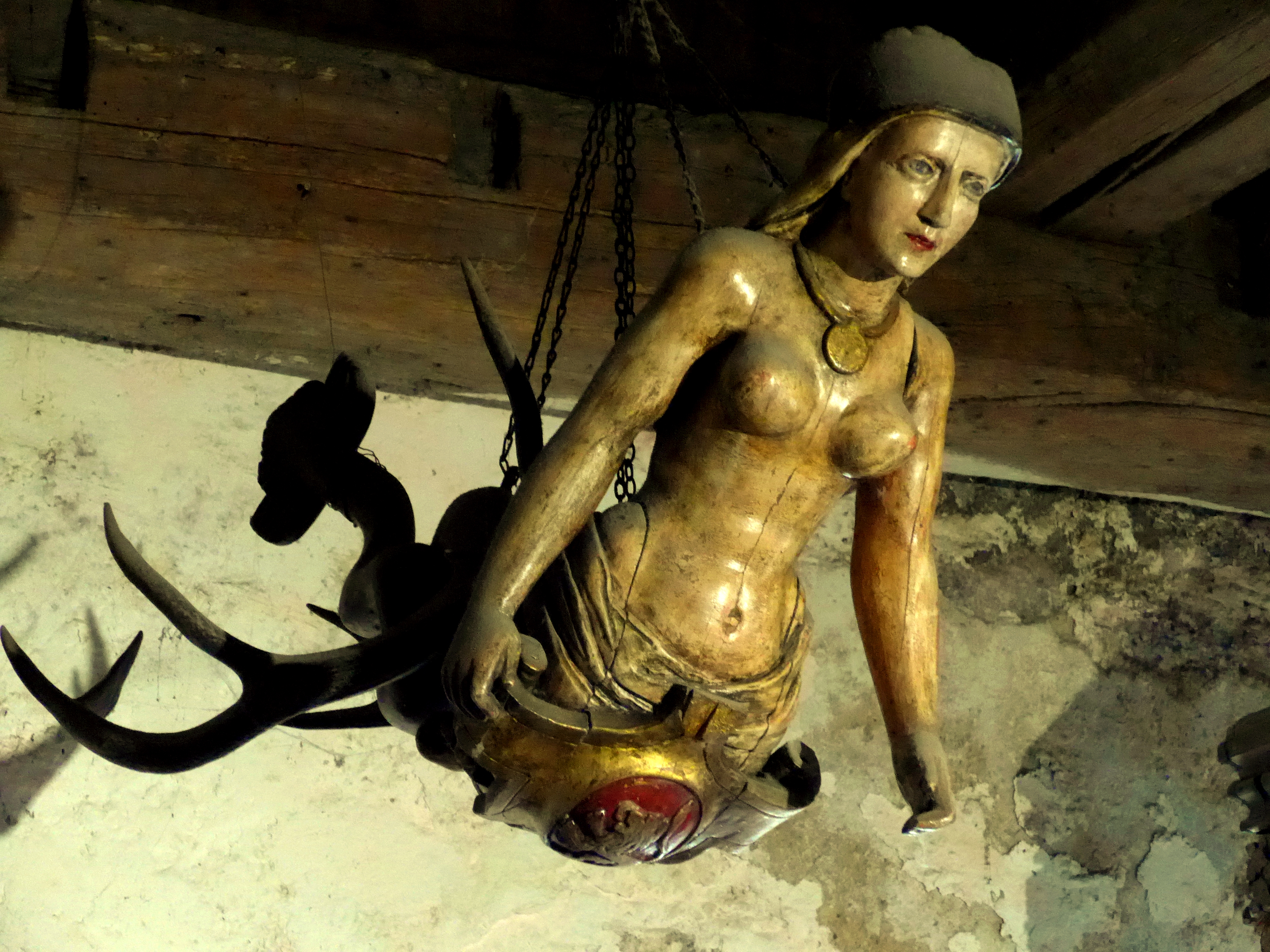
Boegbeeld
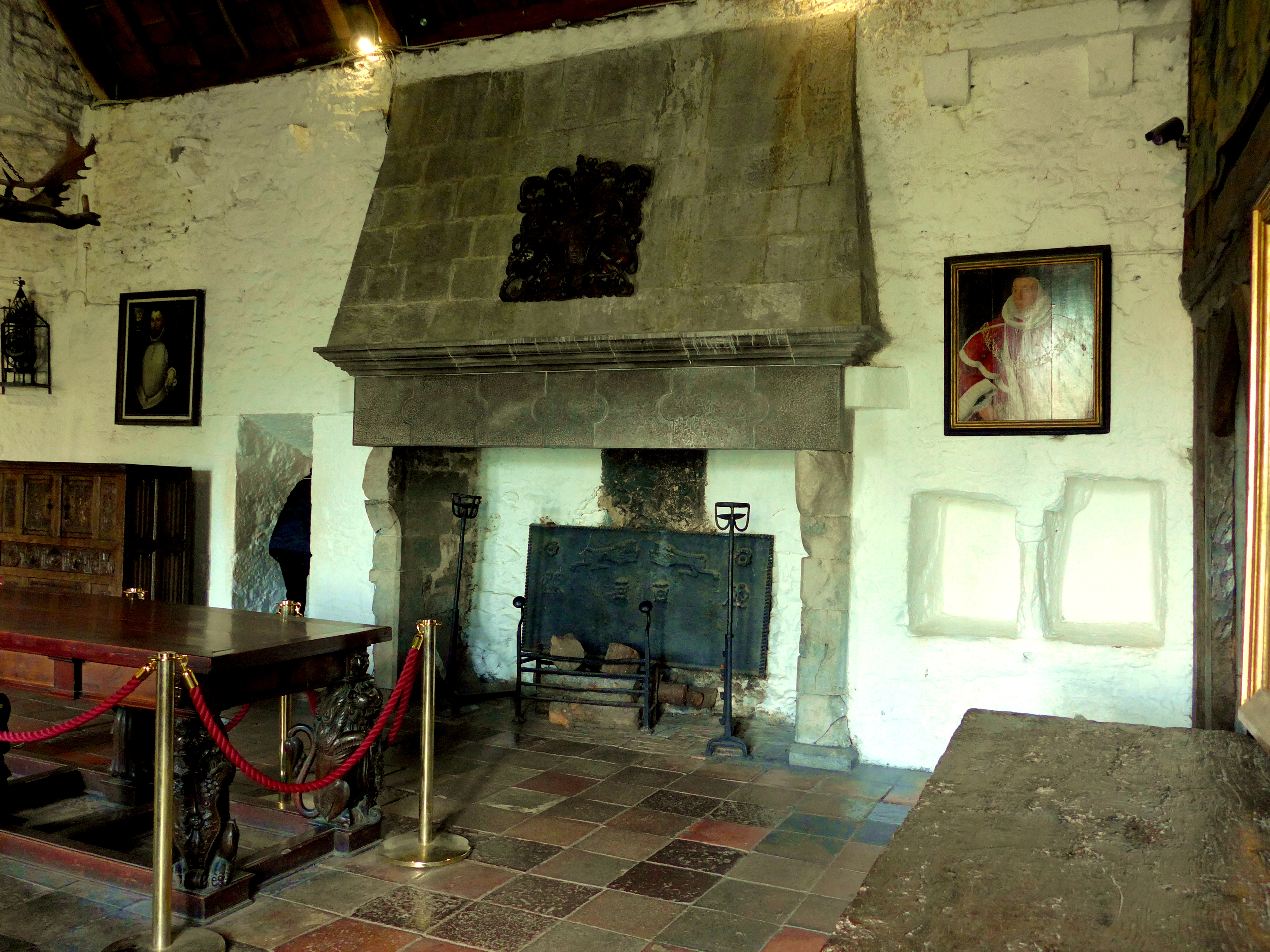
Ridderzaal schouw links Armada table

## De Armadatafel
Volgense de legende zou deze tafel afkomstig zijn van de Spaanse Armada die, na in 1588 verslagen te zijn door de Engelsen, voor een groot deel verging bij de Ierse kust.
Na onderzoek lijkt het aannemelijker dat de tafel rond 1640 is vervaardigd waarschijnlijk uit hout afkomstig van de Armada vloot. De tafel is gemaakt van Mahonie, het blad is in de 19e eeuw vernieuwd.
De poten, op de hoeken vier stuks met leeuwen met wapenschilden en in het midden twee poten die Geloof en Liefde verbeelden, deze stammen vrijwel zeker af van het houtwerk van een Spaans galjoen (de San Marcos of de San Esteban vergaan september 1588).
De tafel werd voor het eerst duidelijk beschreven door de cartograaf, Daniel Augustus Beaufort in 1786.

## Wetenswaardigheden
- Vanaf april 1646 werd een veldslag tussen de protestanten en het leger van de confederatie gevoerd. Onder aanvoering van Lord Muskerry (Earl of Clancarty) werd de overwinning op 14 juni door de confederatie behaald. De Engelsen moesten het kasteel verlaten met achterlaten van alles uitgezonderd de zwaarden van de officieren. Deze overwinning ging de geschiedschrijving in als de "Siege of Bunratty".
- Standish Robert Gage Prendergast Vereker, 7th Viscount Gort, MC, KStJ (12 februari 1888-21 mei 1975) was een Anglo-Ierse Peer, kenner en verzamelaar van beeldende kunst, antiek en kunstvoorwerpen. Gort kocht Bunratty Castle in 1953, liet het kasteel renoveren en inrichten met zijn privé collectie antiek.
- Voor 2021 staat een uitgebreide restauratie (8 miljoen euro) van het gehele park op het programma om de aantrekkelijkheid en de mogelijkheden verder te vergroten.[3]